# Eilard Jacobus Attema
Eilard Jacobus Attema (Sneek, 23 december 1818 – Drachten, 8 februari 1886) was een Friese notaris en liberaal politicus.
Na zijn opleiding tot notaris was hij werkzaam in enige notariskantoren, tot hij in 1848 notaris werd in Drachten. Hij was de zoon van een officier van justitie. Tot zijn aanstelling als notaris te Drachten was hij kort gemeenteraadslid in Smallingerland, de gemeente waar Drachten onder valt, en in 1875 werd hij voor het kiesdistrict Heerenveen lid van de Provinciale Staten van Friesland.
In 1884 mengde Attema zich in een strijd om de Kamerzetels - niet alleen met kandidaten van antirevolutionairen huize, maar ook van andere liberale stromingen. Voor de twee zetels die beschikbaar waren in kiesdistrict Dokkum, waren er vier liberale kandidaten, waaronder het zittende Kamerlid Van Welderen Rengers - dat zich terugtrok uiteindelijk. Attema profileerde zich door onder meer te pleiten voor de afschaffing van de census, een belasting op kapitaal, voor de vrijhandel en voor bezuinigingen. Uiteindelijk werd hij bij de eerste stemming gekozen met 1197 stemmen.
Veel heeft hij niet gebruik kunnen maken van zijn verkregen positie. Tijdens zijn Kamerlidmaatschap heeft hij vijfmaal gesproken, waarvan driemaal als rapporteur, eenmaal ter verdediging van de belangen van de notarisopleiding en eenmaal over de bestrijding van longziekten bij Fries vee. Daarnaast was hij voorzitter van de Commissie voor de verzoekschriften.
Vanaf 13 maart 1885 woonde hij echter al geen vergadering meer bij van de Kamer wegens ziekte, en op 1 augustus nam hij ontslag uit de Kamer, Provinciale Staten en als voorzitter van de Grote Veenpolder in Opsterland en Smallingerland.